# Sistema Dahlgren
El sistema taxonòmic Dahlgren (Dahlgren system) és un dels sistemes moderns de classificació de plantes. Va ser publicat per l'especialista en plantes monocotiledònies, Rolf Dahlgren. La seva esposa Gertrud Dahlgren continuà el seu treball.
James Lauritz Reveal proporciona una extensa llista de la classificació de Dahlgren.

## Resum
- classe Magnoliopsida
subclasse Magnoliidae
subclasse Liliidae

Magnoliopsida correspon a Angiospermes o Magnoliophyta)

## Magnoliidae
Correspon a Dicotiledònies
- subclasse Magnoliidae
superordre Magnolianae
ordre Annonales
família Annonaceae
família Myristicaceae
família Eupomatiaceae
família Canellaceae
família Austrobaileyaceae
ordre Aristolochiales
família Aristolochiaceae
ordre Rafflesiales
família Rafflesiaceae
família Hydnoraceae
ordre Magnoliales
família Degeneriaceae
família Himantandraceae
família Magnoliaceae
ordre Lactoridales
família Lactoridaceae
ordre Winterales
família Winteraceae
ordre Chloranthales
família Chloranthaceae
ordre Illiciales
família Illiciaceae
família Schisandraceae
ordre Laurales
família Amborellaceae
família Trimeniaceae
família Monimiaceae
família Gomortegaceae
família Calycanthaceae
família Lauraceae
ordre Nelumbonales
família Nelumbonaceae
superordre Nymphaeanae
ordre Piperales
família Saururaceae
família Piperaceae
ordre Nymphaeales
família Cabombaceae
família Nymphaeaceae
família Ceratophyllaceae
superordre Ranunculanae
ordre Ranunculales
família Lardizabalaceae
família Sargentodoxaceae
família Menispermaceae
família Kingdoniaceae
família Circaeasteraceae
família Ranunculaceae
família Hydrastidaceae
família Berberidaceae
ordre Papaverales
família Papaveraceae
família Fumariaceae
superordre Caryophyllanae
ordre Caryophyllales
família Molluginaceae
família Caryophyllaceae
família Phytolaccaceae
família Achatocarpaceae
família Agdestidaceae
família Basellaceae
família Portulacaceae
família Stegnospermataceae
família Nyctaginaceae
família Aizoaceae
família Halophytaceae
família Cactaceae
família Didiereaceae
família Hectorellaceae
família Chenopodiaceae
família Amaranthaceae
superordre Polygonanae
ordre Polygonales
família Polygonaceae
superordre Plumbaginanae
ordre Plumbaginales
família Plumbaginaceae
família Limoniaceae
superordre Malvanae
ordre Malvales
família Sterculiaceae
família Plagiopteraceae
família Bixaceae
família Cochlospermaceae
família Cistaceae
família Sphaerosepalaceae
família Sarcolaenaceae
família Huaceae
família Tiliaceae
família Dipterocarpaceae
família Bombacaceae
família Malvaceae
ordre Urticales
família Ulmaceae
família Moraceae
família Cecropiaceae
família Barbeyaceae
família Cannabaceae
família Urticaceae
ordre Euphorbiales
família Euphorbiaceae
família Simmondsiaceae
família Pandaceae
família Aextoxicaceae
família Dichapetalaceae
ordre Thymelaeales
família Gonystylaceae
família Thymelaeaceae
ordre Rhamnales
família Rhamnaceae
superordre Violanae
ordre Violales
família Flacourtiaceae
família Berberidopsidaceae
família Aphloiaceae
família Physenaceae
família Passifloraceae
família Dipentodontaceae
família Peridiscaceae
família Scyphostegiaceae
família Violaceae
família Turneraceae
família Malesherbiaceae
família Caricaceae
ordre Cucurbitales
família Achariaceae
família Cucurbitaceae
família Begoniaceae
família Datiscaceae
ordre Salicales
família Salicaceae
ordre Tamaricales
família Tamaricaceae
família Frankeniaceae
ordre Capparales
família Capparaceae
família Brassicaceae
família Tovariaceae
família Resedaceae
família Gyrostemonaceae
família Bataceae
família Moringaceae
ordre Tropaeolales
família Tropaeolaceae
família Limnanthaceae
ordre Salvadorales
família Salvadoraceae
superordre Theanae
ordre Dilleniales
família Dilleniaceae
ordre Paeoniales
família Glaucidiaceae
família Paeoniaceae
ordre Theales
família Stachyuraceae
família Pentaphylacaceae
família Marcgraviaceae
família Quiinaceae
família Ancistrocladaceae
família Dioncophyllaceae
família Nepenthaceae
família Medusagynaceae
família Caryocaraceae
família Strasburgeriaceae
família Ochnaceae
família Chrysobalanaceae
família Oncothecaceae
família Scytopetalaceae
família Theaceae
família Bonnetiaceae
família Clusiaceae
família Elatinaceae
ordre Lecythidales
família Lecythidaceae
superordre Primulanae
ordre Primulales
família Myrsinaceae
família Aegicerataceae
família Theophrastaceae
família Primulaceae
família Coridaceae
ordre Ebenales
família Sapotaceae
família Styracaceae
família Lissocarpaceae
família Ebenaceae
superordre Rosanae
ordre Trochodendrales
família Trochodendraceae
família Tetracentraceae
ordre Cercidiphyllales
família Cercidiphyllaceae
família Eupteleaceae
ordre Hamamelidales
família Hamamelidaceae
família Platanaceae
família Myrothamnaceae
ordre Balanopales
família Balanopaceae
ordre Fagales
família Nothofagaceae
família Fagaceae
família Corylaceae
família Betulaceae
ordre Juglandales
família Rhoipteleaceae
família Juglandaceae
ordre Myricales
família Myricaceae
ordre Casuarinales
família Casuarinaceae
ordre Buxales)
família Buxaceae
família Daphniphyllaceae
família Didymelaceae
ordre Geissolomatales
família Geissolomataceae
ordre Cunoniales
família Cunoniaceae
família Baueraceae
família Brunelliaceae
família Davidsoniaceae
família Eucryphiaceae
ordre Saxifragales
família Saxifragaceae
família Francoaceae
família Greyiaceae
família Brexiaceae
família Grossulariaceae
família Iteaceae
família Cephalotaceae
família Crassulaceae
família Podostemaceae
ordre Droserales
família Droseraceae
família Lepuropetalaceae
família Parnassiaceae
ordre Rosales
família Rosaceae
família Neuradaceae
família Malaceae
família Amygdalaceae
família Anisophylleaceae
família Crossosomataceae
família Surianaceae
família Rhabdodendraceae
ordre Gunnerales
família Gunneraceae
superordre Proteanae
ordre Proteales
família Proteaceae
ordre Elaeagnales
família Elaeagnaceae
superordre Myrtanae
ordre Myrtales
família Psiloxylaceae
família Heteropyxidaceae
família Myrtaceae
família Onagraceae
família Trapaceae
família Lythraceae
família Combretaceae
família Melastomataceae
família Memecylaceae
família Crypteroniaceae
família Oliniaceae
família Penaeaceae
família Rhynchocalycaceae
família Alzateaceae
ordre Haloragales
família Haloragaceae
superordre Rutanae
ordre Sapindales
família Coriariaceae
família Anacardiaceae
família Leitneriaceae
família Podoaceae
família Sapindaceae
família Hippocastanaceae
família Aceraceae
família Akaniaceae
família Bretschneideraceae
família Emblingiaceae
família Staphyleaceae
família Melianthaceae
família Sabiaceae)
família Meliosmaceae
família Connaraceae
ordre Fabales
família Mimosaceae
família Caesalpiniaceae
família Fabaceae
ordre Rutales
família Rutaceae
família Ptaeroxylaceae
família Cneoraceae
família Simaroubaceae
família Tepuianthaceae
família Burseraceae
família Meliaceae
ordre Polygalales
família Malpighiaceae
família Trigoniaceae
família Vochysiaceae
família Polygalaceae
família Krameriaceae
ordre Geraniales
família Zygophyllaceae
família Peganaceae
família Nitrariaceae
família Geraniaceae
família Vivianiaceae
família Ledocarpaceae
família Biebersteiniaceae
família Dirachmaceae
família Balanitaceae
ordre Linales
família Linaceae
família Humiriaceae
família Ctenolophonaceae
família Ixonanthaceae
família Erythroxylaceae
família Lepidobotryaceae
família Oxalidaceae
ordre Celastrales
família Stackhousiaceae
família Lophopyxidaceae
família Cardiopteridaceae
família Corynocarpaceae
família Celastraceae
ordre Rhizophorales
família Rhizophoraceae
família Elaeocarpaceae
ordre Balsaminales
família Balsaminaceae
superordre Vitanae
ordre Vitales
família Vitaceae
superordre Santalanae
ordre Santalales
família Olacaceae
família Opiliaceae
família Loranthaceae
família Medusandraceae
família Misodendraceae
família Eremolepidaceae
família Santalaceae
família Viscaceae
superordre Balanophoranae
ordre Balanophorales
família Cynomoriaceae
família Balanophoraceae
superordre Aralianae
ordre Pittosporales
família Pittosporaceae
família Tremandraceae
família Byblidaceae
ordre Araliales
família Araliaceae
família Apiaceae
superordre Asteranae
ordre Campanulales
família Pentaphragmataceae
família Campanulaceae
família Lobeliaceae
ordre Asterales
família Asteraceae
superordre Solananae
ordre Solanales
família Solanaceae
família Sclerophylacaceae
família Goetzeaceae
família Convolvulaceae
família Cuscutaceae
família Cobaeaceae
família Polemoniaceae
ordre Boraginales
família Hydrophyllaceae
família Ehretiaceae
família Boraginaceae
família Lennoaceae
família Hoplestigmataceae
superordre Ericanae
ordre Bruniales
família Bruniaceae
família Grubbiaceae
ordre Fouquieriales
família Fouquieriaceae
ordre Ericales
família Actinidiaceae
família Clethraceae
família Cyrillaceae
família Ericaceae
família Empetraceae
família Monotropaceae
família Pyrolaceae
família Epacridaceae
ordre Stylidiales
família Stylidiaceae
ordre Sarraceniales
família Sarraceniaceae
superordre Cornanae
ordre Cornales
família Garryaceae
família Alangiaceae
família Nyssaceae
família Cornaceae
família Roridulaceae
família Davidiaceae
família Escalloniaceae
família Helwingiaceae
família Torricelliaceae
família Aucubaceae
família Aralidiaceae
família Diapensiaceae
família Phellinaceae
família Aquifoliaceae
família Paracryphiaceae
família Sphenostemonaceae
família Symplocaceae
família Icacinaceae
família Montiniaceae
família Columelliaceae
família Alseuosmiaceae
família Hydrangeaceae
família Sambucaceae
família Viburnaceae
família Menyanthaceae
família Adoxaceae
família Phyllonomaceae
família Tribelaceae
família Eremosynaceae
família Pterostemonaceae
família Tetracarpaeaceae
ordre Eucommiales
família Eucommiaceae
ordre Dipsacales
família Caprifoliaceae
família Valerianaceae
família Dipsacaceae
família Morinaceae
família Calyceraceae
superordre Loasanae
ordre Loasales
família Loasaceae
superordre Gentiananae
ordre Goodeniales
família Goodeniaceae
ordre Oleales
família Oleaceae
ordre Gentianales
família Desfontainiaceae
família Loganiaceae
família Dialypetalanthaceae
família Rubiaceae
família Theligonaceae
família Gentianaceae
família Saccifoliaceae
família Apocynaceae
família Asclepiadaceae
superordre Lamianae
ordre Lamiales
família Retziaceae
família Stilbaceae
família Buddlejaceae
família Scrophulariaceae
família Myoporaceae
família Globulariaceae
família Plantaginaceae
família Lentibulariaceae
família Pedaliaceae
família Trapellaceae
família Martyniaceae
família Gesneriaceae
família Bignoniaceae
família Acanthaceae
família Verbenaceae
família Lamiaceae
família Callitrichaceae
ordre Hydrostachyales
família Hydrostachyaceae
ordre Hippuridales
família Hippuridaceae

## Liliidae
Correspon a Monocotiledònies
- subclasse Liliidae
superordre Alismatanae
ordre Alismatales
família Aponogetonaceae
família Butomaceae
família Hydrocharitaceae
família Limnocharitaceae
família Alismataceae
ordre Najadales
família Scheuchzeriaceae
família Juncaginaceae
família Najadaceae
família Potamogetonaceae
família Zosteraceae
família Posidoniaceae
família Cymodoceaceae
família Zannichelliaceae
superordre Triuridanae
ordre Triuridales
família Triuridaceae
superordre Aranae
ordre Arales
família Araceae
família Acoraceae
família Lemnaceae
superordre Liliiflorae syn. Lilianae[3]
ordre Dioscoreales
família Trichopodaceae
família Dioscoreaceae
família Stemonaceae
família Taccaceae
família Trilliaceae
família Ripogonaceae
família Petermanniaceae
família Smilacaceae
ordre Asparagales
família Philesiaceae
família Luzuriagaceae
família Convallariaceae
família Dracaenaceae
família Asparagaceae
família Ruscaceae
família Herreriaceae
família Nolinaceae
família Asteliaceae
família Dasypogonaceae
família Calectasiaceae
família Blandfordiaceae
família Xanthorrhoeaceae
família Agavaceae
família Hypoxidaceae
família Tecophilaeaceae
família Lanariaceae
família Ixioliriaceae
família Cyanastraceae
família Phormiaceae
família Doryanthaceae
família Eriospermaceae
família Asphodelaceae
família Anthericaceae
família Aphyllanthaceae
família Hemerocallidaceae
família Hostaceae
família Hyacinthaceae
família Alliaceae
família Amaryllidaceae
ordre Liliales
família Colchicaceae
família Uvulariaceae
família Iridaceae
família Alstroemeriaceae
família Calochortaceae
família Liliaceae
ordre Melanthiales
família Melanthiaceae
família Campynemataceae
ordre Burmanniales
família Burmanniaceae
família Corsiaceae
ordre Orchidales
família Neuwiediaceae
família Apostasiaceae
família Cypripediaceae
família Orchidaceae
superordre Bromelianae
ordre Velloziales
família Velloziaceae
ordre Bromeliales
família Bromeliaceae
ordre Haemodorales
família Haemodoraceae
ordre Philydrales
família Philydraceae
ordre Pontederiales
família Pontederiaceae
ordre Typhales
família Typhaceae
superordre Zingiberanae
ordre Zingiberales
família Lowiaceae
família Musaceae
família Heliconiaceae
família Strelitziaceae
família Zingiberaceae
família Costaceae
família Cannaceae
família Marantaceae
superordre Commelinanae
ordre Commelinales
família Mayacaceae
família Commelinaceae
família Xyridaceae
família Rapateaceae
família Eriocaulaceae
ordre Hydatellales
família Hydatellaceae
ordre Cyperales
família Juncaceae
família Thurniaceae
família Cyperaceae
ordre Poales
família Flagellariaceae
família Joinvilleaceae
família Restionaceae
família Centrolepidaceae
família Poaceae
superordre Arecanae
ordre Hanguanales
família Hanguanaceae
ordre Arecales
família Arecaceae
superordre Cyclanthanae
ordre Cyclanthales
família Cyclanthaceae
superordre Pandananae
ordre Pandanales
família Pandanaceae